# NK GOŠK Dubrovnik
Der NK GOŠK Dubrovnik 1919 ist ein kroatischer Fußballverein in der Stadt Dubrovnik und entstand 2015 aus der Fusion des NK GOŠK 1919 und des HNK Dubrovnik.

## Geschichte

### Anfänge des Fußballs in Dubrovnik
Der erste dubrovniker Fußballklub wurde 1919 unter dem Namen HNK Plamen (dt.: Kroatischer Fußballklub Flamme) gegründet. Nach der Umbenennung im Jahr 1922 firmiert der Klub unter dem Namen GOŠK, dessen Name sich vom Dubrovniker Stadtteil Gruž ableitet (Gruški Omladinski Športski Klub; dt.: Gružer Jugendsportklub). Die Wurzel des Lokalrivalen NK Jug (dt.: FC Süd) reichen ebenfalls auf das Jahr 1919 zurück. Dieser entstand als NK Dubrovnik aus der Fusion von Olimpija und Balkan im Jahr 1922. 1928 löst sich der NK Dubrovnik auf, um nach dem Zweiten Weltkrieg unter dem Namen NK Jug wiedergegründet zu werde. Nach der Vereinigung mit Borac und dem Eisenbahnerklub Željezničar 1951 spielte er wieder unter dem Namen NK Dubrovnik (dt.: FC Dubrovnik). 1978 wurde der Verein wieder in NK Jug umbenannt.

### GOŠK-Jug
1979 fusionierten die beiden Dubrovniker Vereine NK Jug und GOŠK zum Stadtklub GOŠK-Jug. In dieser Zeit wurden die größten Erfolge erzielt, als man neben den beiden kroatischen Zweitligisten NK Šibenik und NK Split um den Aufstieg in die erste Liga kämpfte und man durch attraktiven Fußball auf sich aufmerksam machte. Der Aufstieg in die erste Liga misslang dabei mehrmals knapp, u. a. auch deshalb, weil die größten Talente den Verein regelmäßig in Richtung 1. jugoslawischer Liga verließen.

### HNK Dubrovnik
Nach einem Jahrzehnt in der 2. jugoslawischen Liga, wurde der Klub nach der Unabhängigkeit Kroatiens nach einer Umbenennung im Jahr 1992 als HNK Dubrovnik (dt.: kroatischer Fußballklub Dubrovnik) Gründungsmitglied der ersten kroatischen Liga (1. HNL). Die Eliteliga konnte vier Jahre gehalten werden. Nach dem Abstieg in die 2. Liga 1993/94 scheiterte man in der folgenden Saison 1994/95 in der Relegation am Wiederaufstieg in die 1. Liga. Aufgrund finanzieller Schwierigkeiten folgte der Zwangsabstieg in die 4. Liga (Zupanijska Nogometna Liga) und letztlich der Konkurs 2004, der einen Neuanfang als HNK 1919 in der 5. Liga nach sich zog. Bis zur Saison 20104/15 konnte man sich u. a. mit einem 3. Tabellenplatz in der Saison 2014/15 recht erfolgreich in der 4. Liga behaupten. Zur Saison 2015/16 ist man aufgrund der Fusion mit GOŠK nicht mehr angetreten.

### DerneueGOŠK
Zwischen 1992 und 1998 wird unter dem Namen GOŠK kein Fußball in Dubrovnik gespielt. Nach unüberbrückbaren Differenzen mit der Vereinsführung, gründete Pero Vićan 1998 einen neuen Verein unter dem alten Namen GOŠK 1919. Der gewünschte Erfolg stellte sich bald ein. Während der Ortsrivale aufgrund finanzieller Schwierigkeit in der fußballerischen Bedeutungslosigkeit verschwand, stieg GOŠK 1919 in der Saison 2000/2001 in die 2. Liga Süd (2. HNL jug) auf, welche bis zur Saison 2004/2005 gehalten werden konnte. In der ersten Relegationsrunde konnte der Liga-Vorletzte GOŠK 1919 den Lokalrivalen NK Konavljanin aus dem Vorort Čilipi noch bezwingen. Infolge der Niederlage in der zweiten Runde gegen den NK Karlovac stieg man in die 3. Liga ab. Der sofortige Wiederaufstieg in der Saison 2005/2006 sollte trotz der überlegen erkämpften Meisterschaft der 3. Liga Süd (3. HNL jug) mit 10 Punkten Vorsprung auf den Zweitplatzierten nicht gelingen. Aufgrund der Auswärtstorregel behielt der NK Moslavina in der Relegation letztlich die Oberhand (0:1 und 2:1). Erschwerend kam hinzu, dass das Heimspiel aufgrund des Stadionszustandes nicht auf dem heimischen Platz in Lapad ausgetragen werden durfte, sondern im 150 km entfernten Imotski. In der Folgesaison nach dem verpassten Aufstieg konnte die Klasse nach einer Neuformierung der Mannschaft mit Mühe gehalten werden. Der Abstieg in die 4. Liga erfolgte in der Saison 2014/15 als Tabellenletzter mit 4 Punkten Rückstand auf das rettende Ufer (33 Punkten aus 34 Spielen). Zur Saison 2015/16 trat die Fusion in Kraft.

## Gegenwart
Nach vielen erfolglosen Jahren in den Niederungen des kroatischen Fußballs und dem daraus folgenden zurückgegangenen Zuschauerinteresse – selbst Spitzenspiele wurden selten von mehr als 200 Zuschauern besucht – und gerichtlich ausgetragenen Streitigkeiten die Rechtsnachfolge des ersten Dubrovniker Fußballklubs Plamen von 1919 betreffend, wurde am 30. August 2015 auf Druck des kroatischen Fußballverbandes überraschend eine Fusion der beiden Vereine angekündigt, die letztlich am 17. April 2016 auch formal durchgeführt wurde. Bereits in der Saison 2015/2016 trat der Fusionsverein in der 4. Liga an. Der Aufstieg des neuen Klubs in die 3. Liga gelang 2015/16 als überlegener Tabellenerster mit 16 Punkten Vorsprung auf den Tabellenzweiten Croatia aus Gabrile. Aktuell spielt man in der 3. Kroatischen Liga - Süd.

## Zukunft
Die nach wie vor ungeklärte Stadionsituation steht einem möglichen Aufstieg von GOŠK in die 2. Liga im Weg, da der Fußballverband eine Zweitligalizenz erst nach Erfüllung diverser Mindestanforderungen erteilt. Die von Seiten der Stadt geforderte Fusion der beiden Stadtrivalen wurde 2015 durchgeführt, die Umsetzung des geplanten Stadionneubaus an selber Stelle für ca. 5.000 Zuschauer ist aber noch offen.

## Fans
Traditionell steht die Region überwiegend hinter dem kroatischen Traditionsverein Hajduk Split. So sind Sektionen der Torcida auch in vielen kleinen Ortschaften des Dubrovniker Umlandes und in den Stadtbezirken anzutreffen. GOŠK Dubrovnik genießt – ebenso wie die beiden Fusionsvereine – keinen vergleichbaren Stellenwert. Während der ursprüngliche HNK Dubrovnik auch bei Auswärtsspielen von der kleinen Fangruppierung namens Padavičari unterstützt wurde, hatte der GOŠK keine organisierte Fangruppierung. Die Anhänger des HNK Dubrovnik äußern sich zur Fusion und die Führung des neuen Vereins durch Pero Vican in den sozialen Netzwerken äußerst kritisch, die Unterstützung eines Vereins unter der Führung von Vican wird ausgeschlossen.

## Erfolge
- Aufstieg in die 2. Jugoslawische Liga: 1980 (als GOŠK-Jug)
- Vizemeister 2. Jugoslawische Liga West: 1987/88 (als GOŠK-Jug)
- 3. Platz 2. Jugoslawische Liga West: 1971/1972 (als GOŠK)
- Gründungsmitglied der 1. kroatischen Liga: 1991 (als HNK Dubrovnik)
- Aufstieg in die 3. Kroatische Liga - Süd: 2016

## Spieler
- Srđan Lakić (2001–2003) Jugend, (2003–2004) Spieler,
- Emir Spahić,
- Srđan Andrić,
- Ahmet Brković